# Chios
Chios (græsk: Χίος) er en græsk ø nær den tyrkiske kyst på ca. 842 km², med et Indbyggertal på 53.408 mennesker. Hovedbyen hedder ligeledes Chios.